# Constance Hotels and Resorts
Constance Hotels and Resorts est une marque hôtelière de luxe appartenant au groupe hôtelier mauricien du même nom. Elle compte neuf lieux : trois à l'Île Maurice, un à Rodrigues, deux aux Seychelles, deux aux Maldives et un à Madagascar.

## Histoire
Le groupe Constance a été fondé dans les années 1920 comme un acteur dans l'industrie de la canne à sucre. De là, le groupe s'est diversifié dans l'énergie, l’immobilier, les services bancaires, et depuis 1975, le tourisme avec l'ouverture sur la côte-est de Maurice, du premier hôtel.